# Koekplank
Een koekplank is een rechthoekige vorm met een beeltenis erin waarmee koeken geproduceerd konden worden.

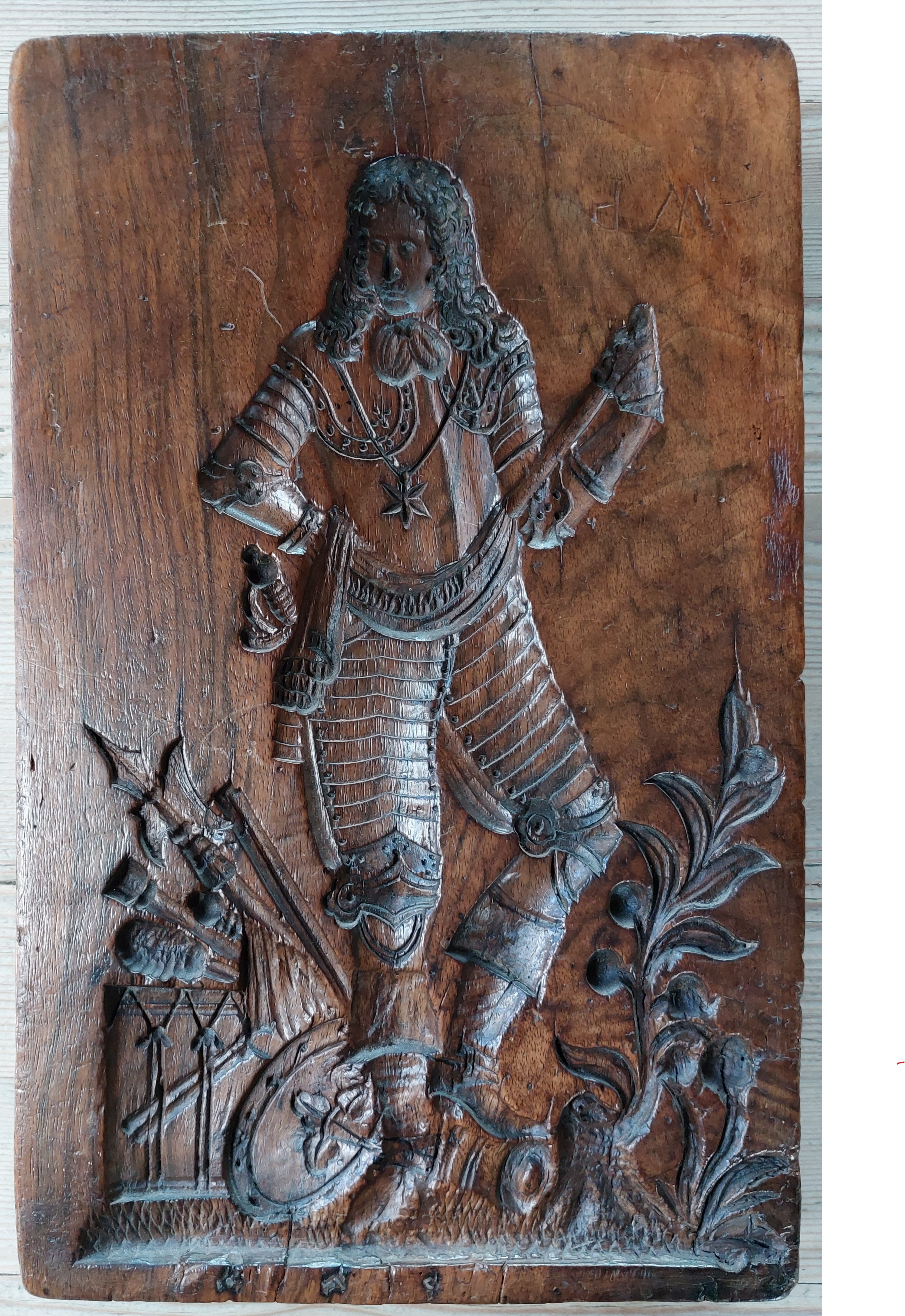
Stadhouder Willem II

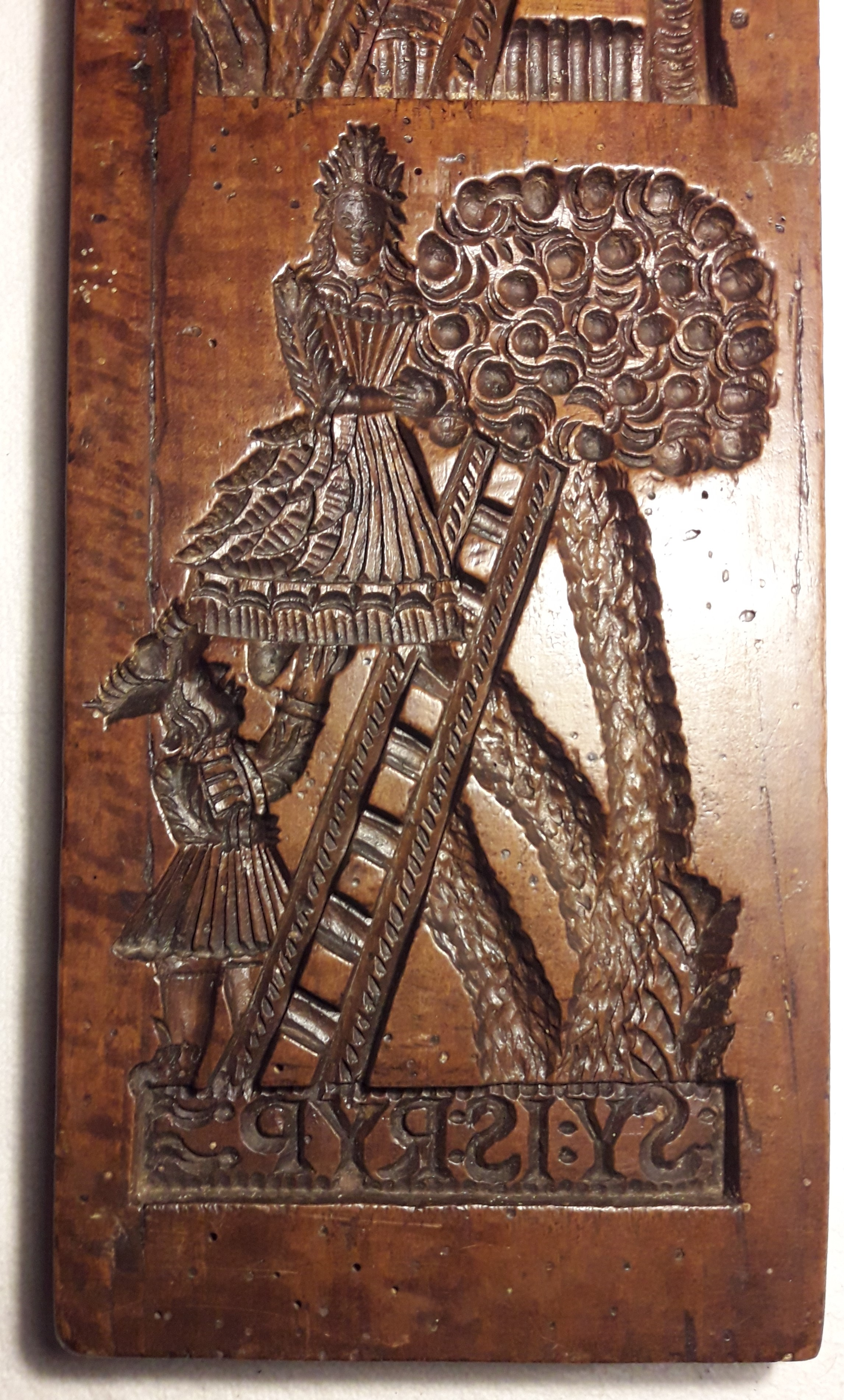
SY IS RYP, koekplank met humoristische dubbelzinnige voorstelling

## Geschiedenis
De geschiedenis van de koekplank kan gezocht worden in de offertaferelen die vroeger werden uitgevoerd. Waren voor deze taferelen in het begin nog levende wezens, soms mensen, vereist, geleidelijk werd ook overgegaan op offers waarbij het doden van levende wezens niet noodzakelijk was, bijvoorbeeld een broodoffer. In dat geval werd het 'te offeren' offer in het brood afgebeeld, en werd dat brood geofferd als substituut voor het offer zelf. In de loopt van de tijd schoof dit nog verder op, en werden de broden niet eens meer verbrand, maar alleen nog getoond. Aan deze zogenaamde toonbroden werden soms goddelijke krachten toegekend, en het eten ervan werd als heilzaam gezien. Om deze vorm in te brengen werd een koekplank gemaakt uit hout om als mal te dienen voor de koek.
Al in het Oude Egypte zijn gevallen bekend van dit soort koeken, maar ook in Europa kwamen de koeken in zwang. Omdat de koekplanken vaak van hout waren, zijn hier bijzonder weinig resten van gevonden, in tegenstelling tot bijvoorbeeld gietvormen voor sieraden. Wel zijn er in Friesland enige aardewerken koekvormen gevonden, die te bezichtigen zijn in het Fries Museum.
Met de kerstening van de "primitieve" volkeren, werden de 'heidense' koekplanken omgevormd en wijzigden de afbeelding tot bijvoorbeeld een heilige, een driemaster enz. Verder werden de koeken vooral ook gebakken in kloosters, waar in de loop van de tijd ook het recept enigszins wijzigde. Zo werd de koek gekruider in de monnikenkloosters, en legden nonnen zich toe op een op taaitaai gelijkend honinggebak.
De vormen voor de koekplanken werden nog steeds in hout uitgesneden, en dus bevond de afbeelding zich nog steeds op een verhoging op de koek. Daarnaast was deze afbeelding logischerwijs in spiegelbeeld vergeleken met de originele vorm, specula in het Latijn, wat al snel werd verbasterd tot het ons bekende speculaas.
Aan het begin van de negentiende eeuw kwamen er stalen walsen, waarmee de productie van koeken veel vergemakkelijkt werd. Hierdoor raakten de koekplanken dan ook buiten gebruik, hoewel ze soms nog bij folkloristische evenementen worden gebruikt.

## Snijden
Koekvormen werden gesneden door de koekenbakkers en rondtrekkende modelmakers. Doordat de laatsten veel van de koekplanken produceerden, en ze rondtrokken, zijn er weinig verschillen zichtbaar in ontwerp tussen de verschillende regio's. Naast de snijvormen voor de koeken hielden zij zich ook bezig met allerhande soortgelijke diensten, zoals het maken van textiel-drukvormen en leerstempels.
In de loop van de tijd verdwenen de beperkingen die de gildes oplegden, en ontstond er een vrijere marktwerking. Zo ook bij de snijders van de koekplanken. Langzaam maar zeker werd deze taak overgenomen door de klompenmakers en andere handwerkslieden, die zich vast vestigden op een plaats. Hierdoor kon het ontwerp van de koekplanken zich specialiseren tot een bepaalde regio.
Om een koekplank te produceren werd, zoals al eerder opgemerkt, hout gebruikt. Hierin moest een koek worden uitgesneden van een vastgesteld volume, omdat de koeken een vast gewicht moesten hebben. Eerst werd dan ook de grove vorm uitgesneden om tot dit volume te komen, waarna vervolgd werd met het fijnere werk, wat nauwelijks extra volume betekende.
Aan het hout dat gebruikt kon worden werden enkele logische eisen gesteld, zoals bewerkbaarheid, stevigheid en daarnaast moet het hout dicht zijn. Omdat grenenhout relatief veel hars bevat kon dat bijvoorbeeld niet gebruikt worden, die smaak zou dan immers in de koek trekken. Vooral essen-, teak- en notenhout kon bijvoorbeeld goed gebruikt worden.

## Bron
- J.J.Schilstra, Koekplanken, 1961, 104p, Uitgeversmaatschappij C.A.J. van Dishoeck, Bussum
- J.K.Huizinga, Natuur en Techniek, 1963, 31e jaargang no 12: blz 428 - 432 "Een praatje over: Koekplanken"
- J.J.Schilstra, Prenten in hout. Speculaas-, taai- en dragantvormen in Nederland, 1985, 330p, De Tijdstroom, Lochem ISBN 90-352-1059-X

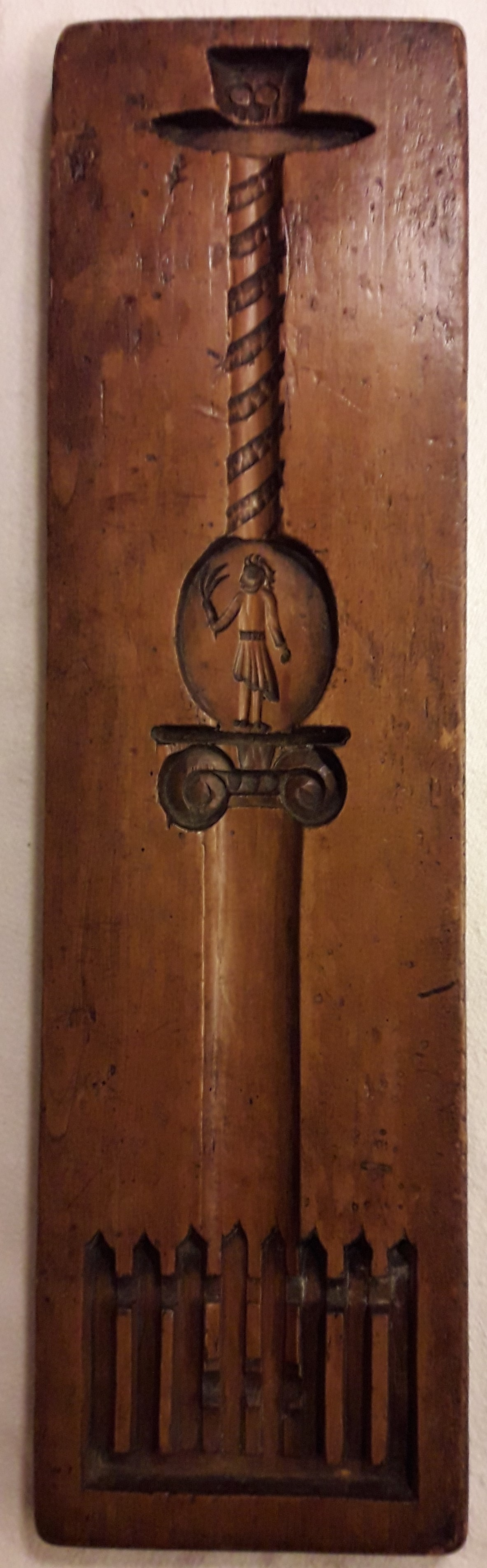
Koekplank_met_Vrijheidspaal, uit de "Franse tijd".

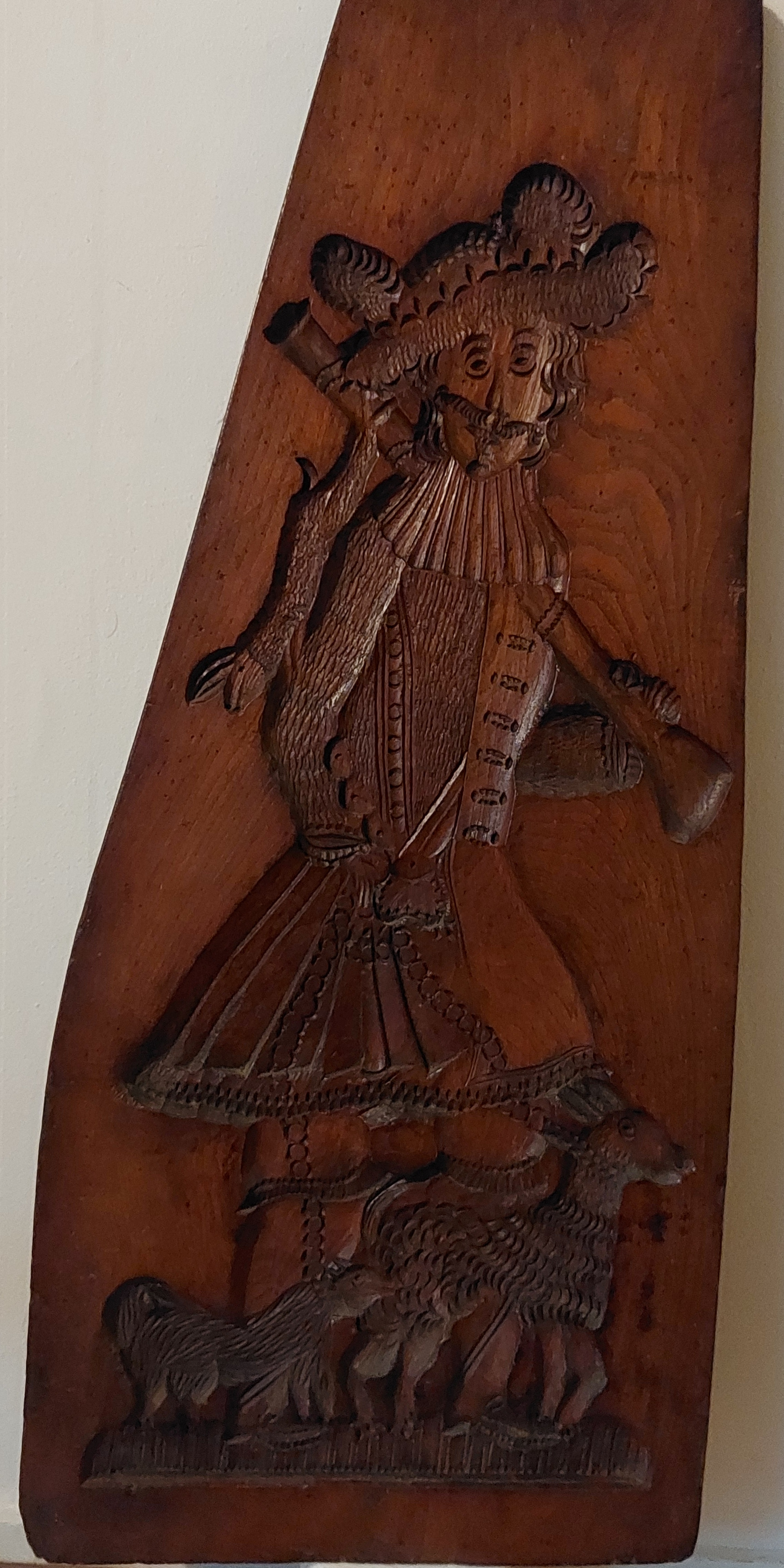
Jager met honden en prooi.

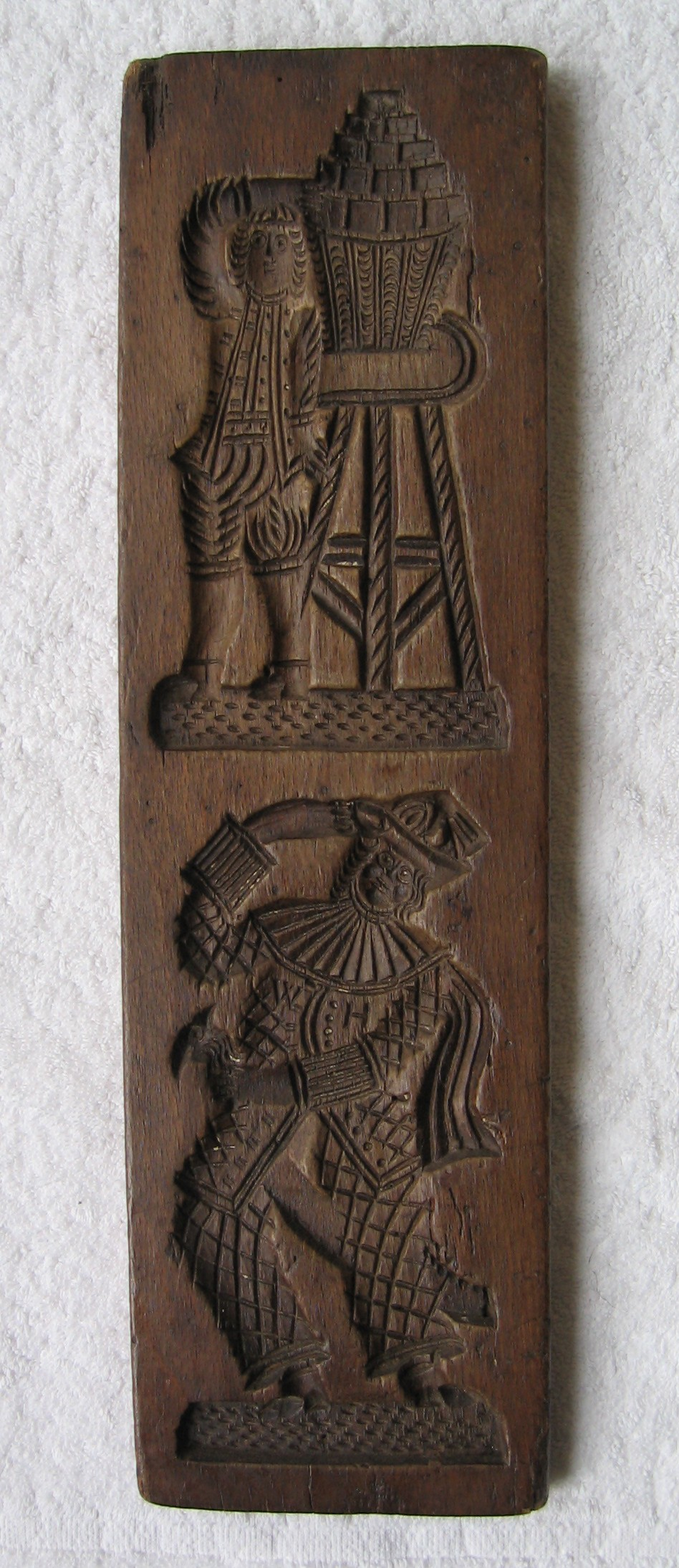
Koekplank 18e eeuw, voorstellende op schouder te dragen mand met turven, en hofnar